# Chronologie de la robotique

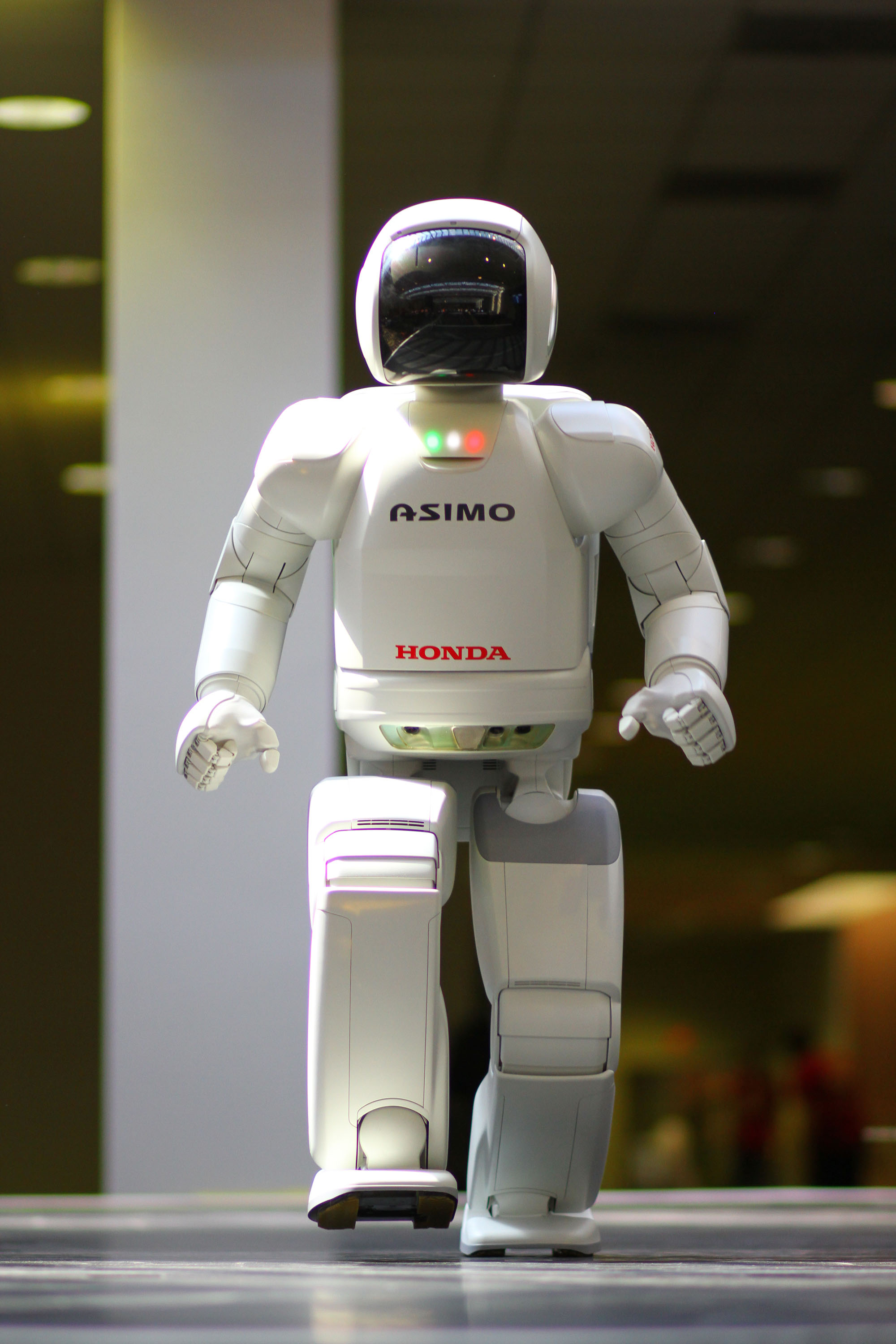
Ce robot humanoïde a été créé par Honda Motor Co. dans le cadre du projet de recherche Advanced Step in Innovative MObility et a été intronisé au Robot Hall of Fame de Pittsburgh en 2004 en tant que premier droïde humanoïde capable de marcher de manière dynamique.

## Préhistoire de la robotique
- 1920 : 1re utilisation du mot Robot dans la pièce de théâtre R. U. R. de Karel Čapek.
- 1950 : 1re publication de Les Robots écrit par Isaac Asimov.
- 1973 : 1er robot bipède par l'université Waseda (Japon) : Wabot-1
- 1986 : développement du premier robot à marche bipède de Honda, le E0.
- 1996 : 4 septembre - Lancement de la mission Mars Pathfinder d'exploration de Mars, embarquant un petit robot Sojourner.

## 2006
- (21/12/2006) - Sortie de Microsoft Robotics Studio[1].
- (20/12/2006) - WowWee FlyTech Dragonfly, le robot libellule[2].
- (14/12/2006) - SeRoPi (Service Robot Platform Initiative) [3]
- (03/11/2006) - ED-7270 surveille votre domicile[4]
- (16/09/2006) - Conception de ED-7270 le robot de surveillance[5]
- (16/09/2006) - Un bras bionique a été implanté sur une femme amputée. Ce bras est lié aux terminaisons nerveuses de son ancien bras[6].
- (14/09/2006) - Toyota développe une jambe robotisée dans le but de créer finalement un véritable robot bipède[7],[8].
- (04/09/2006) - Annonce de l'ouverture d'un grand magasin consacré uniquement à la robotique, à Nagoya (Japon) [9]
- (02/08/2006) - La société coréenne Dasatech vient de présenter son robot-chien Genibo[10].
- (06/07/2006) - Samsung vient de présenter 2 nouveaux modèles de robots aspirateurs (le VC-RS60 et le VC-RS60H)[11].
- (04/07/2006) - Un musée de la robotique devrait ouvrir ses portes le 6 octobre 2006 au Japon[12].
- (30/06/2006) - Présentation officielle de la plateforme de développement du robot HRP-2, au Laboratoire d'Analyse et d'Architecture des Systèmes (CNRS) de Toulouse.
- (20/06/2006) - Microsoft a annoncé l'ouverture de son groupe de recherche en robotique, se concentrant sur la simulation et les logiciels[13].
- (14/06/2006) - Enon le robot de Fujitsu est utilisé pour guider les clients d'une épicerie au Japon[14].
- (06/06/2006) - Des scientifiques européens ont mis au point un robot-ver qui pourrait remplacer les endoscopes.
- (02/06/2006) - Le 14 juin 2006, en Allemagne, aura lieu la RoboCup. Il s'agit d'un tournoi international de robotique, dont le but attendu est d'arriver à créer une équipe de football robotisée capable de battre l'équipe de football « humaine » championne du monde, d'ici 2050.
- (01/06/2006) - La société japonaise Kondo a annoncé la mise en vente du roboto KHR-2 (successeur du KHR-1). Il s'agit d'un petit robot bipède de 33,5 cm de hauteur pour 1,27 kg[15],[16].
- (23/05/2006) - Les chercheurs de Stanford ont développé un robot ressemblant à un Gecko capable de grimper sur les murs : Stickybot.
- (17/05/2006) - Nouveau robot : Plen, un robot très impressionnant par son agilité, capable de ramasser et jeter des objets, mais aussi capable de faire du roller[17],[18].
- (13/05/2006) - Une équipe de chercheur a mis au point un robot capable de auto-réalisateur[19],[20].
- (13/05/2006) - Lancement de Genibo par une firme coréenne, Dasatech. Il s'agit d'un robot chien censé remplacer Aïbo de Sony, dont le développement a été arrêté[21],[22],[23].
- (11/05/2006) - Le Korean Instituts for Industriel Technoly (KITECH) vient de développer un nouvel androïde avec un visage et un corps féminin. Son visage est capable d'exprimer des expressions très réalistes. Cet androïde a été baptisé Eve R-1[24].

## 2007
- (01/02/2007) - HOAP3 au laboratoire de robotique de Montpellier[25].
- (19/01/2007) - Le robot Spyke de Meccano.

## 2009
- (mai 2009) - Lancement du robot Dustbot.